# Gerbranda Rivier
Gerbranda Catharina Rivier (* 8. November 1780 in Rotterdam; † 1. Januar 1838 ebenda) war eine niederländische Schauspielerin.

## Leben
Gerbranda Rivier wurde am 8. November 1780 in Rotterdam geboren. Sie war die Tochter des Theaterdichters und reisenden Schauspielers Simon Rivier (1734–zwischen 1790/1815) und Catharina Jacoba van der Vliet (1735–1815). Sie wurde am 12. November 1780 in der Grote Kerk reformiert getauft. Die Familie war 1774 nach Rotterdam gezogen, nachdem ihr Vater ein Engagement am Rotterdamer Theater bekommen hatte. Gerbrandas Bruder Carel Philippus wurde dort in diesem Jahr geboren. Ihre Schwester Hilletje und ihre beiden Brüder Jan (geb. 1763) und Hendrik (1766) wurden in Amsterdam geboren. Auch Hilletje wurde Schauspielerin. Über Gerbranda Riviers Bühnenkarriere und ihr Theaterstück ist nicht viel bekannt. Vermutlich spielte sie in den Jahren von 1795 bis 1799 in der Truppe von Ward Bingley, die im Rotterdamer Theater spielte und auch auf Tournee ging. Sie stand nicht lange auf der Bühne und lernte 1798 den Kaufmann und Dichter Henricus Franciscus Tollens (1780–1856) kennen. Er hatte sich so sehr in sie verliebt, dass seine erste Gedichtsammlung, „Proeve van sentimenteel Schriften“ (1799), hauptsächlich seiner Liebe zu ihr gewidmet war. In dem Band nannte er sie noch mit allerlei poetischen Namen, wie Konstance, Lydia, Louize. In seiner nächsten Sammlung Liebeslieder wurden diese für „meine innig geliebte Gerbranda Catharina Rivier“ gewidmet. Damit widersetzte er sich seiner Familie, die sich seinen Hochzeitsplänen widersetzte. Das lag wahrscheinlich daran, dass Gerbranda Rivier Schauspielerin war, vielleicht aber auch daran, dass sie keine Katholikin war. Gerbranda selbst war schließlich von der Richtigkeit ihrer Wahl überzeugt, wie das einzige bekannte Gedicht aus dem März 1800 beweist: „Er ließ mich die Sprache seines Herzens hören, / Und sie hallte durch mein ganzes Sein.“
Gerbranda Rivier und Hendrik Tollens heirateten heimlich am 19. Juli 1800 in Oost-Souburg auf Walcheren, weit entfernt von Hendriks Familie. Einige Monate später kehrte das Paar nach Rotterdam zurück und Hendrik nahm seine Arbeit in der Lackiererei seines Vaters wieder auf. Die Angelegenheit wurde offenbar schnell mit der Familie Tollens geklärt, und was die Familie Rivier darüber dachte, ist unbekannt. Mit Hilletje hatten sie zumindest am Anfang ein gutes Verhältnis, denn Hendrik Tollens schrieb im Jahr 1800 ein Gedicht über den Tod von Hilletjes Mann Jan Adriaan Roos. Allerdings traten keine Familienangehörige der Riviers bei den Taufen als Taufzeugen auf, was auf ein nicht so gutes Verhältnis hindeutet.
Ihre Bühnenkarriere hat Gerbranda Rivier nach der Heirat beendet. Sei bekam zwischen 1801 und 1820 elf Kinder, die alle katholisch getauft wurden. Gerbranda selbst trat der römisch-katholischen Kirche nicht bei. Zwei der Kinder starben früh und das letzte Kind, ein Mädchen wurde im Mai 1822 tot geboren. Um sie aufzumuntern, wurde ihr Geburtstag in dem Jahr ausgelassen gefeiert. Das lässt sich zumindest aus einigen überlieferten Geburtstagsgedichten für sie schließen. Einen Monat später, am 8. Dezember, starb ihr ältester Sohn Carolus Petrus (1801–1822) in Batavia, doch diese Nachricht erreichte die Familie erst 1823. „Die Wunde ist tief! Meine arme Frau braucht Trost: Den kann ich ihr nicht geben“, schrieb Tollens.
Während Hendrik Tollens ein beliebter Dichter wurde und im öffentlichen Interesse stand, geriet Gerbranda Rivier in den Hintergrund. Aus dem Wenigen, das Tollens nach seiner Werbung über sie schrieb, lässt sich nur ableiten, dass sie eine gute Ehe hatten. Sie lebten bis 1819 in Rotterdam in der Wijnstraat, dann im Wijnhaven, mit einem Sommerhaus am Wafellaan aus dem Jahr 1805. Durch das Farbengeschäft hatten sie ein festes Einkommen. Tollens verließ 1827 die katholische Kirche und wurde Remonstrant.
Am 1. Januar 1838 notierte Tollens in seinen Familiennotizen: „Meine liebe, unvergessliche Frau ist gestorben.“ Gerbranda Rivier war 57 Jahre alt. Ihr Leben stand so sehr im Schatten ihres Mannes und seines Ruhms, dass es kaum sichtbar wurde.